# (2420) Чюрлёнис
(2420) Чюрлёнис (лат. Čiurlionis) — типичный астероид главного пояса, открыт 3 октября 1975 года советским астрономом Николаем Черных в Крымской астрофизической обсерватории и 17 февраля 1984 года назван в честь литовского художника и композитора Микалоюса Чюрлёниса.

## Обнаружение и именование
(2420) Чюрлёнис
Открыт 3 октября 1975 года в Научном Н. С. Черных.
Назван в память об известном литовском художнике и композиторе М. К. Чюрлёнисе (1875—1911).
Оригинальный текст (англ.)2420 Čiurlionis
Discovered 1975-10-03 by Chernykh, N. at Nauchnyj.
Named in memory of M. K. Čiurlionis (1875—1911), a well-known Lithuanian painter and composer.
Источники: DISCOVERY.DB; M.P.C. 8542.

## Орбита

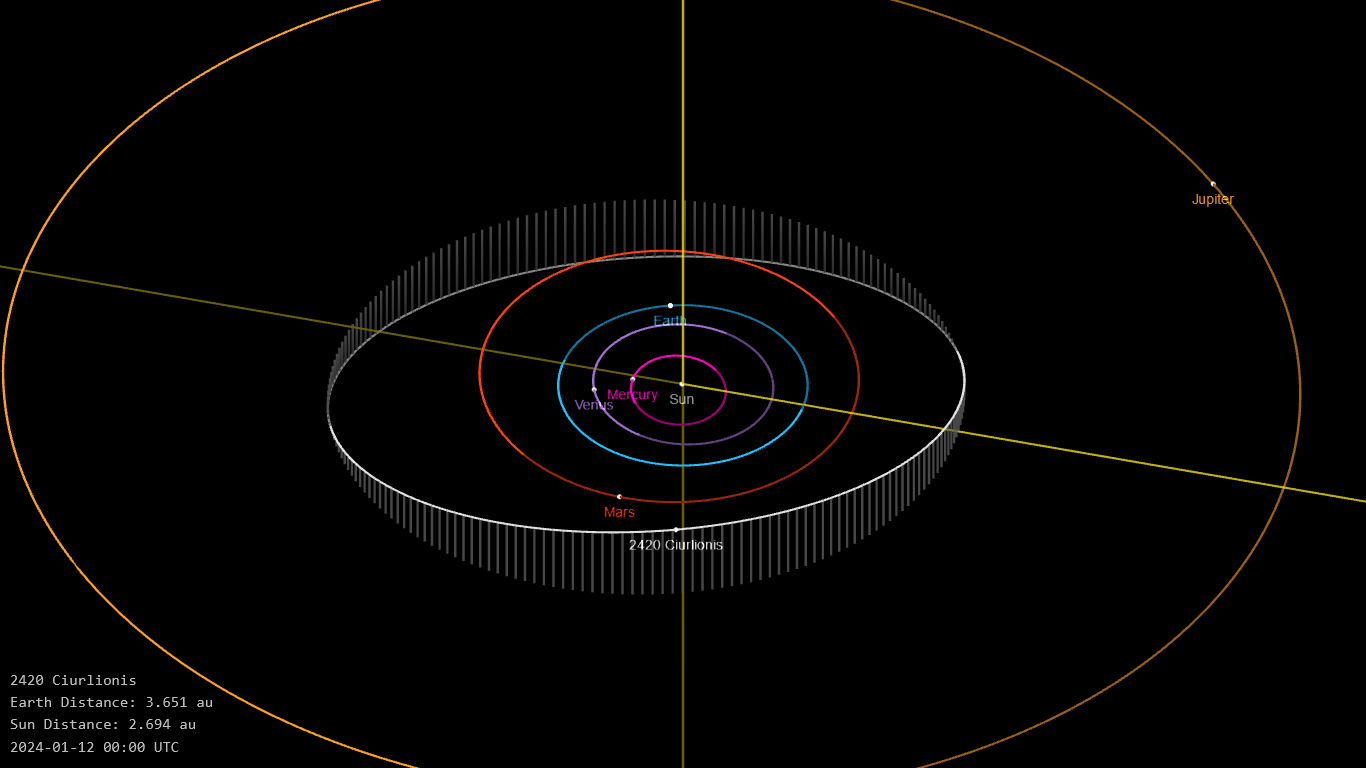
Орбита астероида Чюрлёнис и его положение в Солнечной системе

## Физические характеристики
Астероид относится к таксономическому классу S.
По результатам наблюдений в видимом и ближнем инфракрасном диапазоне космического телескопа NEOWISE диаметр астероида оценивался равным 8,444±0,198 км. Согласно тем же источникам альбедо оценивается как 0,3266±0,0863 и 0,327±0,086.